# Premier Division 1992-1993 (Irlanda)
La stagione 1992-1993 è stata la settantaduesima edizione della League of Ireland, massimo livello del calcio irlandese.

## Avvenimenti

### Antefatti
Il periodo di svolgimento del torneo venne suddiviso in due fasi: dopo una prima, disputata con la consueta formula del girone all'italiana andata e ritorno (per un totale di 22 gare a squadra), la classifica viene divisa in due parti. Le compagini del primo raggruppamento si contendono il titolo, quelle del secondo la salvezza.

### Il campionato
Il torneo vide alla sua conclusione tre squadre (Cork City, Bohemians e Shelbourne) appaiate in vetta con il medesimo numero di punti. Si rese necessaria la disputa di un playoff costituito da un girone all'italiana con le tre squadre a contendersi il titolo e l'accesso per la Coppa UEFA. A causa del perdurare della situazione di parità (le tre squadre conclusero a pari merito) fu reso necessario disputare un ulteriore girone di spareggio, che vide questa volta vincere il Cork City che si aggiudicò in questo modo il suo primo titolo d'Irlanda.

## Classifica finale
|  | Pos. | Squadra          | Pt | G  | V  | N  | P  | GF | GS | DR  |
|  | ---- | ---------------- | -- | -- | -- | -- | -- | -- | -- | --- |
|  | 1.   | Cork City        | 40 | 32 | 16 | 8  | 8  | 47 | 34 | +13 |
|  | 2.   | Bohemians        | 40 | 32 | 13 | 14 | 5  | 46 | 19 | +27 |
|  | 3.   | Shelbourne       | 40 | 32 | 15 | 10 | 7  | 53 | 29 | +24 |
|  | 4.   | Dundalk          | 39 | 32 | 13 | 13 | 6  | 35 | 28 | +7  |
|  | 5.   | Derry City       | 37 | 32 | 11 | 15 | 6  | 26 | 23 | +3  |
|  | 6.   | Limerick         | 27 | 32 | 6  | 15 | 11 | 27 | 31 | -4  |
|  | 7.   | St Patrick's     | 30 | 32 | 7  | 16 | 9  | 27 | 27 | 0   |
|  | 8.   | Shamrock Rovers  | 28 | 32 | 8  | 12 | 12 | 39 | 35 | +4  |
|  | 9.   | Drogheda Utd     | 27 | 32 | 7  | 13 | 12 | 29 | 41 | -12 |
|  | 10.  | Waterford United | 27 | 32 | 10 | 7  | 15 | 34 | 59 | -25 |
|  | 11.  | Sligo Rovers     | 26 | 32 | 6  | 14 | 12 | 16 | 32 | -16 |
|  | 12.  | Bray Wanderers   | 23 | 32 | 5  | 13 | 14 | 19 | 40 | -21 |

Legenda:

         Campione d'Irlanda e qualificata in UEFA Champions League 1993-1994
         Vincitrice della FAI Cup e qualificata in Coppa delle Coppe 1993-1994
         Qualificate in Coppa UEFA 1993-1994
         Retrocesse in First Division 1993-1994
Note:
Due punti a vittoria, uno a pareggio, zero a sconfitta.
Cork City penalizzato di tre punti per aver schierato un giocatore in condizioni non regolari.
La classifica finale è data dall'unione dei punti ottenuti nella prima (dove le squadre si affrontano tradizionalmente con la formula di andata e ritorno) e nella seconda fase (in cui il lotto delle partecipanti viene diviso in due gruppi, con il primo valido per la conquista del titolo e il secondo per la salvezza).

## Risultati

### Spareggi per il titolo

#### Primo spareggio
| Squadra    | PT | G | V | N | P | GF | GS | DR |
| ---------- | -- | - | - | - | - | -- | -- | -- |
| Shelbourne | 4  | 2 | 1 | 2 | 1 | 3  | 3  | 0  |
| Bohemians  | 4  | 2 | 1 | 2 | 1 | 2  | 2  | 0  |
| Cork City  | 4  | 2 | 1 | 2 | 1 | 2  | 2  | 0  |

#### Secondo spareggio
| Squadra    | PT | G | V | N | P | GF | GS | DR |
| ---------- | -- | - | - | - | - | -- | -- | -- |
| Cork City  | 4  | 2 | 2 | 0 | 0 | 4  | 2  | +2 |
| Bohemians  | 2  | 2 | 1 | 0 | 1 | 2  | 2  | 0  |
| Shelbourne | 0  | 2 | 0 | 0 | 2 | 3  | 5  | -2 |

### Spareggi promozione/salvezza
|               |     |               | Città e data |
| ------------- | --- | ------------- | ------------ |
| Waterford Utd | 2-2 | Monaghan Utd  | 1993         |
|               |     |               |              |
| Monaghan Utd  | 3-0 | Waterford Utd | 1993         |

## Statistiche

### Primati stagionali
| Record - Maggior numero di vittorie: Cork City (16) - Minor numero di sconfitte: Bohemians (5) - Miglior attacco: Shelbourne (53) - Miglior difesa: Shelbourne (19) - Miglior differenza reti: Bohemians (+27) - Maggior numero di pareggi: St Patrick's (16) - Minor numero di vittorie: Waterford Utd (7) - Maggior numero di sconfitte: Drogheda Utd (18) - Peggiore attacco: Sligo Rovers (16) - Peggior difesa: Waterford Utd (59) - Peggior differenza reti: Waterford Utd (-25) |